# 室田尚子
室田 尚子（むろた なおこ、1966年3月31日-）は、日本の音楽評論家。早稲田大学、成蹊大学講師。桜蔭中学校・高等学校を経て、東京芸術大学音楽学部楽理科に入学。東京芸術大学大学院音楽研究科音楽学専攻修了。執筆活動ジャンルは、クラシック音楽、なかでも19世紀末から20世紀初頭にかけての音楽、特に、ドイツの音楽キャバレーにおける音楽文化、ヴィジュアル・ロック、少女漫画、特にやおい、ネット・コミュニケーション等と幅広い。

## 著作

### 単著
- チャット恋愛学 ネットは人格を変える?　PHP研究所＜PHP新書＞、2005年

### 共著
- クラシック音楽の20世紀3　演奏家の思想　音楽之友社、1992年
- クラシック音楽の20世紀5 オペラの時代　音楽之友社、1993年
- 200クラシック用語事典　立風書房、1994年
- 見聞塾 オーケストラの鼓動　ベネッセコーポレーション、1998年
- 鳴り響く〈性〉 日本のポピュラー音楽とジェンダー　勁草書房、1999年
- ショパンを読む本 ショパンをめぐる50のアプローチ　ヤマハミュージックメディア、1999年
- クロニクル 20世紀のポピュラー音楽　平凡社、2000年
- ヴィジュアル系の時代 ロック・化粧・ジェンダー　青弓社、2003年
- 200CD クラシック音楽の聴き方上手　立風書房、2004年
- ぴあ クラシックワンダーランド　ぴあ、2004年
- 200CD&DVD　山崎まどかが選ぶ!映画で覚えるクラシック名曲　学習研究社、2005年

## メディア出演
- クラシックサロン（NHK-FM）
- ヨーロッパ夏の音楽祭（2013年8月19日 - 8月23日、NHK-FM) - 司会